# Pavel Tcacenco
Pavel Tcacenco  (în rusă Павел Дмитриевич Ткаченко; născut Iakov Antipov sau Antip; n. 7 aprilie 1892, Frunză, raionul Slobozia, Nistrenia – d. 5 septembrie 1926, Chișinău, România) a fost un activist comunist român de etnie rusă, unul din principalii lideri ai mișcării comuniste din Basarabia și România anilor 1920.

## Biografie
Iakov Antipov s-a născut pe 7 aprilie 1901 în satul Novosavițcaia (astăzi în Transnistria). Tatăl său, Iakov Antipov era muncitor feroviar originar din Smolensk. Mama, Smaragda Dimitrievna Antipova, provenea dintr-o familie greco-sârbă din Reni. În 1902 familia s-a mutat în Tighina. După terminarea liceului în 1917, Pavel a plecat la Petrograd pentru a urma Dreptul. Aici a intrat în mișcarea revoluționară rusă, sub numele de Tcacenco. A participat la mișcările revoluționare din februarie și octombrie. La sfârșitul anului 1917 revine acasă pentru a propăvădui cauza comunistă. 
După Unirea Basarabiei cu România, este ales în octombrie 1919 secretar al comitetului comunist din Chișinău, iar apoi al organizației regionale de partid. Stabilește contacte cu Alecu Constantinescu, unul din liderii comuniști ai organizației din București. Pe 6 august 1920 Tcacenco este arestat împreună cu alți câțiva activiști. În 17 august reușește să scape din custodie, îndreptându-se spre Iași. În februarie 1921 curtea marțială din Chișinău îl condamnă în la pedeapsa cu moartea (în lipsă).
În Iași, Pavel Tcacenco asistă la organizarea mișcării comuniste locale. În martie 1921 are loc la Iași conferința organizației comuniste, Tcacenco este ales în comitetul central al acesteia. Susține în timpul dezbaterilor crearea unei mișcări comuniste unice, membră a Partidului Socialist Român, opunându-se ideii de a crea mai multe organizații locale diferite. Este arestat alături de majoritatea delegaților de către autoritâățile române pe 26 martie. Tcacenco a făcut parte din grupul comuniștilor judecați în Procesul din Dealul Spirii (ianuarie-iunie 1922), când atacul asupra senatului condus de anarhistul Max Goldstein a condus a interzicerea mișcării. La proces Tcacenco admite că a distribuit materiale de propagandă comuniste, dar neagă orice legătură cu atacul. Cei mai mulți acuzați au fost achitați sub presiunea opiniei publice, însă Tcacenco a fost condamnat la închisoare. Curtea Supremă a anulat sentința din 22 septembrie, dispunând rejudecarea cauzei în fața Consiliului de Război al Corpului 5 de Armată, în Constanța. Tcacenco reușește să scape din nou din custodie pe 2 aprilie 1923 și pleacă în București. Aici se alătură mișcării comuniste, dar este prins din nou de autorități. Readus la Constanța, este rejudecat, decizându-se că faptele sale au un caracter politic, căzând sub incidența amnestiei regale din anul 1922. Nu este totuși eliberat, fiind retrimis la Chișinău pentru rejudecarea deciziei din februarie 1921. În August 1923 sentința este anulată, Tcacenco fiind obigat să părăsească țara în 30 de zile. Pleacă în Praga.
În timpul exilului lucrează pentru Comintern. În 1924, la al treilea congres al Partidului Comunist Român este ales membru în Comitetul Central, în martie și aprilie 1925 reprezentând Partidul în Comitetul Executiv al Internaționalei. Aici participă în comisiile politice, comerciale și rurale. Tcacenco revine pentru scurt timp în România în iulie 1925, dar este nevoit să plece din nou la Praga, fiind înștiințat că este urmărit pentru a fi arestat. În 1926 revine în București, contribuind la organizarea  Blocului muncitorilor și țăranilor, o organizație legală al Partidului Comunist Român creată în vederea participării la alegerile din 1926.
Pe 15 august 1926 în timpul unei întâlniri cu liderii comuniști Boris Ștefanov și Timotei Marin, sunt înconjurați de poliție. Tcacenco este împușcat, dar reușește să scape, fiind capturat peste câteva ore. Este trimis pentru a fi judecat la Tighina, dar, în timpul deplasării este ajutat să evadeze de către comuniștii din Chișinău. Ajungând la Soroca, încearcă să treacă granița în Uniunea Sovietică. Este din nou capturat în timp ce încerca să treacă Nistrul, este torturat apoi executat. Mormântul său nu a fost aflat niciodată. 
După instaurarea comunismului în România, este onorat de propaganda comunistă alături de alți ilegaliști comuniști uciși de autoritățile române.